# San José Xacxamayo
San José Xacxamayo är en ort i Mexiko.   Den ligger i kommunen Puebla och delstaten Puebla, i den sydöstra delen av landet, 120 km sydost om huvudstaden Mexico City. San José Xacxamayo ligger 1 994 meter över havet och antalet invånare är 827.
Terrängen runt San José Xacxamayo är kuperad söderut, men norrut är den platt. Terrängen runt San José Xacxamayo sluttar söderut. Runt San José Xacxamayo är det glesbefolkat, med 18 invånare per kvadratkilometer. Närmaste större samhälle är Puebla de Zaragoza, 20,0 km norr om San José Xacxamayo. I omgivningarna runt San José Xacxamayo växer huvudsakligen savannskog.